# Natri picosulfate
Natri picosulfate (INN, còn được gọi là natri picosulphate) là thuốc nhuận tràng kích thích tiếp xúc được sử dụng như một phương pháp điều trị táo bón hoặc để chuẩn bị ruột lớn trước khi nội soi hoặc phẫu thuật. Nó được bán dưới tên thương mại Sodipic Picofast, Laxoberal, Laxoberon, Purg- Odan, Picolax, Guttalax, Namilax, Pico-Salax,  PicoPrep, và Prepopik,.

## Hiệu ứng
Natri picosulfate dùng đường uống thường được sử dụng để sơ tán triệt để ruột, thường là cho bệnh nhân đang chuẩn bị tiến hành nội soi. Phải mất 12 giờ24 giờ để làm việc, vì nó hoạt động trong ruột kết.
Chuột rút bụng và tiêu chảy là tác dụng bình thường của picosulfate và nên được dự kiến.
Việc sử dụng natri picosulfate cũng có liên quan đến rối loạn điện giải nhất định, chẳng hạn như hạ natri máu và hạ kali máu.  Bệnh nhân thường được yêu cầu uống một lượng lớn chất lỏng trong suốt, để bù cho mất nước và thiết lập lại cân bằng điện giải bình thường.

## Cơ chế hoạt động
Natri picosulfate là một tiền chất. Nó không có tác dụng sinh lý trực tiếp đáng kể trên ruột; tuy nhiên, nó được chuyển hóa bởi vi khuẩn đường ruột thành hợp chất hoạt động 4,4'-dihydroxydiphenyl- (2-pyridiyl) methane (DPM, BPHM). Hợp chất này là thuốc nhuận tràng kích thích và làm tăng nhu động trong ruột.
Natri picosulfate thường được quy định trong một công thức kết hợp với magiê citrate, thuốc nhuận tràng thẩm thấu. Sự kết hợp này là một thuốc nhuận tràng có hiệu quả cao, thường được kê đơn cho bệnh nhân để làm sạch ruột trước khi nội soi.